# Вельзерсгеймб, Цено
Граф Цено Филомен Вельзер фон Вельзерсгеймб (нем. Zeno Philomenus Graf Welser von Welsersheimb; 1 декабря 1835 — 2 февраля 1921) — австро-венгерский государственный деятель, дипломат и военачальник, министр ландвера Цислейтании в 1880—1905.

## Биография
Родился в семье графа Леопольда Каспера Винценца Вельзера фон Вельзерсгеймба, губернатора Иллирии. Принадлежал к знатному роду Вельзеров.
В 17 лет в звании кадета поступил на военную службу. В 1853 года получил звание лейтенанта, в 1857 году — обер-лейтенанта, в 1859 году — капитана; служил в Генеральном штабе. Участвовал в Австро-итало-французской войне 1859. Во время Австро-прусско-итальянской войны 1866 служил флигель-адъютантом эрцгерцога Альбрехта, удостоен чина майора.
После войны служил военным атташе в посольстве во Франции (1869—1870), затем в Пруссии и Германии (1870—1875). В 1872 году получил чин полковника. В 1875 году назначен командиром 42-го пехотного полка, в 1877 году — командиром 18-й пехотной бригады. В 1878 году стал генерал-майором, командиром 16 пехотной бригады.
В 1880—1905 годах занимал пост министра ландвера Цислейтании (военного министра австрийской части империи). С 1883 года — фельдмаршал-лейтенант. С 1887 года являлся членом Палаты господ (Heerenhaus) Рейхсрата Цислейтании, шефом 21-го пехотного полка. С 1890 года — фельдцейхмейстер.
Кавалер Ордена Золотого руна (№ 1117).